# Самозарядный пистолет

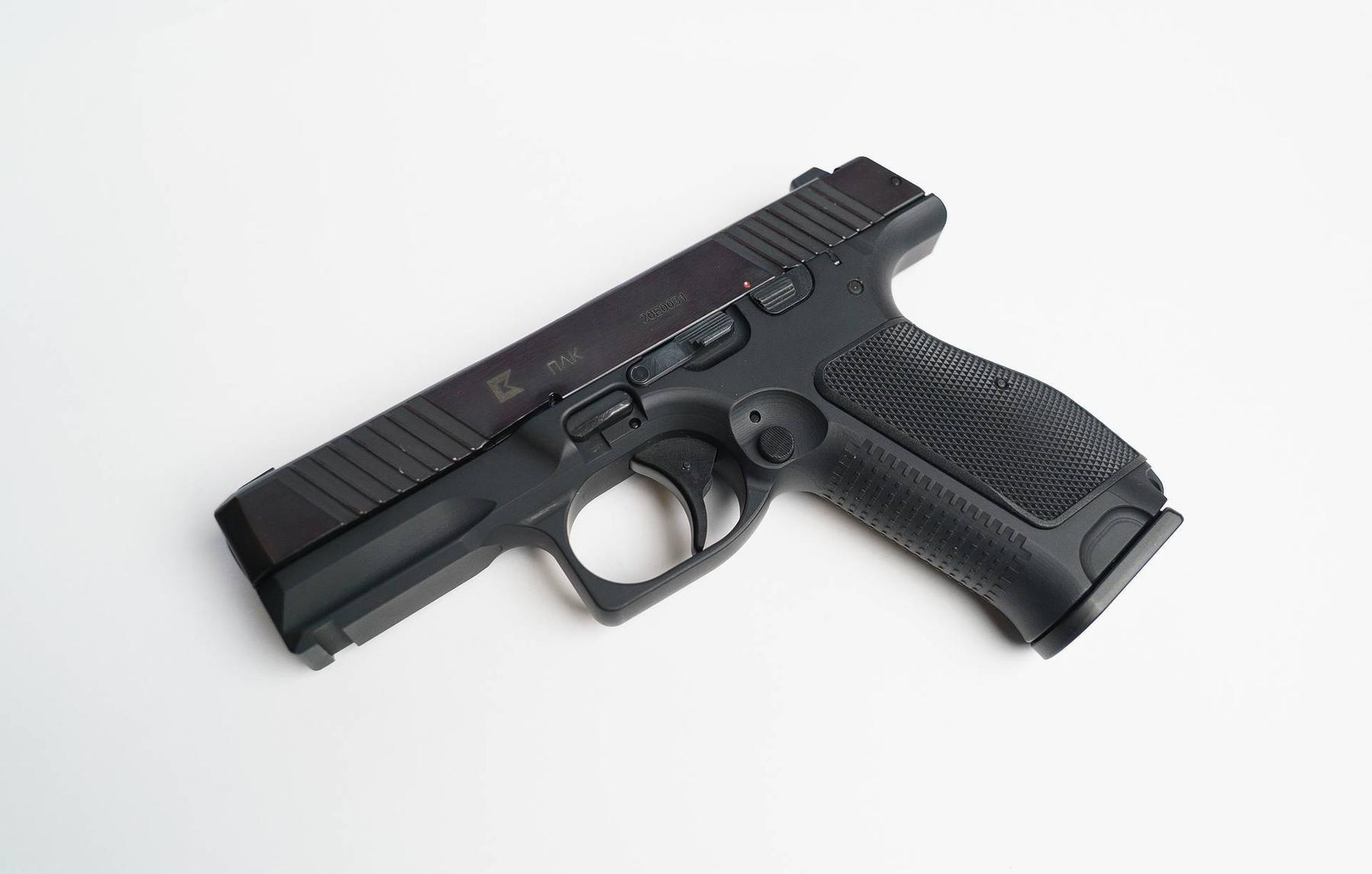
Самозарядный пистолет Лебедева компактный (ПЛК).

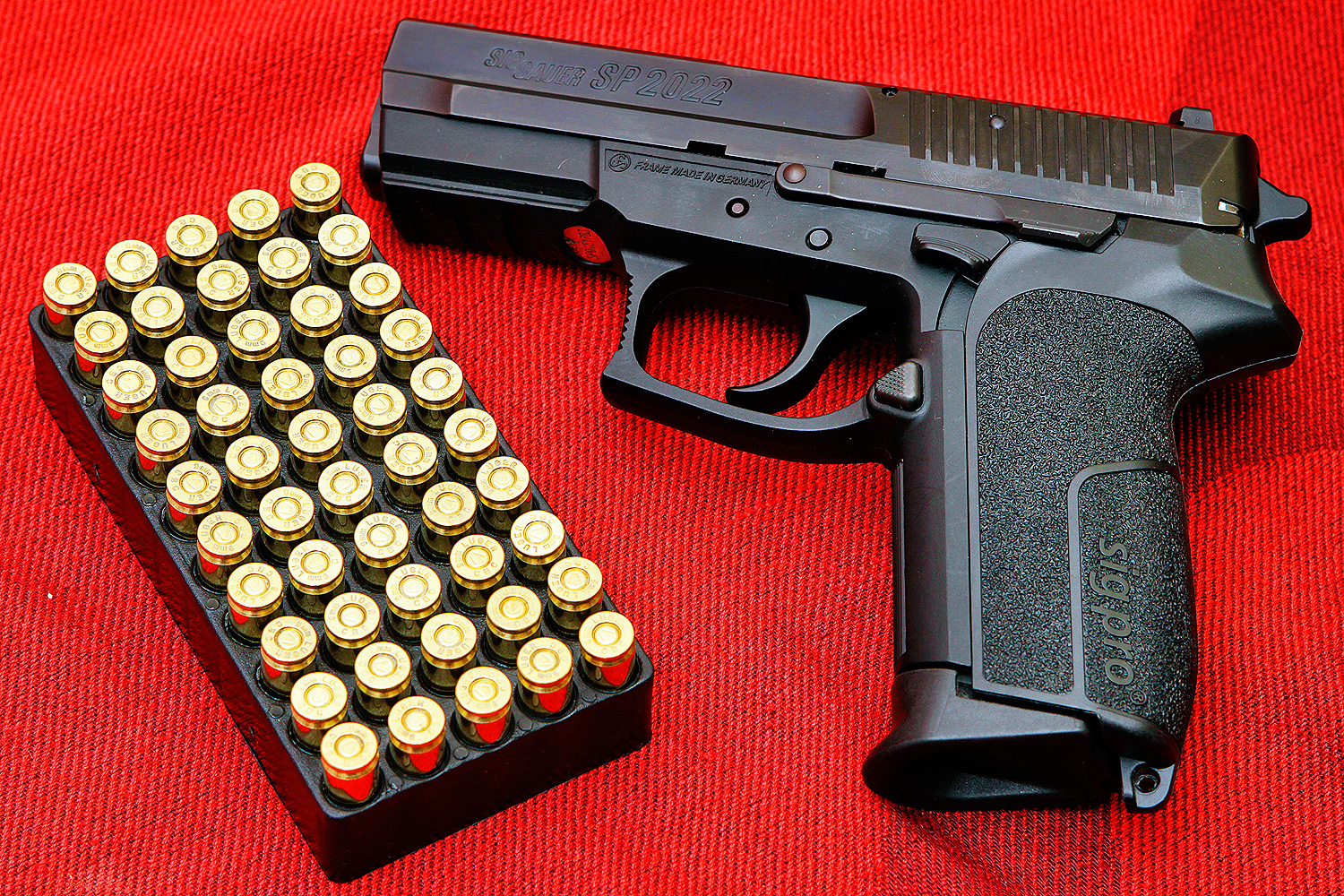
Самозарядный пистолет SIG Pro 2022 калибра 9×19 мм.

Самозарядный пистоле́т — это пистолет, осуществляющий процесс перезаряда с использованием энергии пороховых газов для подачи патрона из магазина в патронник. Для каждого выстрела стрелку необходимо нажимать спусковой крючок.
За рубежом самозарядные пистолеты с функцией ведения одиночного огня называются полуавтоматическими (англ. Semi-automatic pistol). Большинство самозарядных пистолетов используют сменные магазины, которые необходимо вставить в рукоятку перед ведением огня.

## Работа автоматики
Чтобы зарядить пистолет, необходимо вставить магазин в рукоятку, а затем оттянуть и отпустить затвор. Эту операцию называют «взвести затвор». На некоторых пистолетах есть затворная задержка, на которую оружие встаёт автоматически при  израсходовании патронов в магазине - для перезарядки нужно вставить магазин в рукоятку и сбросить затворную задержку. После нажатия на спусковой крючок происходит выстрел, благодаря отдаче ствола  пистолет автоматически выбрасывает пустую гильзу, досылая новый патрон в патронник. Благодаря такому режиму работы увеличивается скорость перезарядки, а также есть возможность использовать большее количество патронов, чем в  револьвере. Однако, схема с использованием отдачи ствола хоть и самая популярная, но не единственная (например - пистолет Desert Eagle использует систему с отводом пороховых газов).
Некоторые современные самозарядные пистолеты имеют УСМ только двойного действия; это значит, что достаточно дослать один патрон в патронник, и при каждом нажатии на спусковой крючок курок сводится и наносит удар по ударнику. Каждое нажатие на спусковой крючок требует мускульной силы стрелка. Примером пистолета двойного действия является Colt Double Eagle. УСМ двойного действия обычно применяют в малых пистолетах, пистолетах для самозащиты и скрытого ношения, он не подходит для целевых или охотничьих пистолетов. Исключением являются пистолеты семейства Glock, в которых ударник взводится, когда затвор возвращается в переднее положение. Это позволяет сократить ход спускового крючка. Можно заменить спусковую пружину на более легкую и совместить с легким шепталом, что даст легкое нажатие на спусковой крючок, в результате чего улучшится точность стрельбы (как на моделях G34 и G35).
УСМ двойного действия, или самовзводный (англ. Double Action, DA) может использоваться двояко: либо так же, как УСМ одинарного действия, либо при нажатии на спусковой крючок происходит сначала взвод курка (ударника), а затем спуск. Он значительно повышает оперативность оружия, но отрицательно влияет на точность стрельбы, так как усилие спуска и ход спускового крючка при стрельбе самовзводом заметно больше, чем при предварительном взводе.
В последние десятилетия получили распространение УСМ, действующие только самовзводом (англ. Double Action Only, DAO). Считается, что оружие с таким механизмом не нуждается в предохранителе, так как выстрел может произойти только при полном выжимании спуска, а снижением точности стрельбы во многих практических случаях можно пренебречь.
Еще один вариант решения УСМ — когда боевая пружина перед выстрелом взводится лишь частично, а при нажатии на спуск «дожимается». Такое решение применено, например, в пистолетах Глок и Смит-Вессон «Сигма».
В УСМ одинарного (одиночного) действия (англ. Single Action, SA) при нажатии на спусковой крючок происходит только спуск предварительно взведённого механизма. УСМ одинарного действия возможно взвести только путём внешнего воздействия на его ударный элемент (курок, реже ударник) — будь то откатывающимся затвором или пальцем стрелка. Подобным пистолетом является знаменитый пистолет Colt M1911. Также патрон можно вставить непосредственно в патронник, когда затвор стоит на предохранителе.

### Режимы взведения курка
Обычно самозарядные пистолеты носят в кобуре со взведенным курком, полностью заряженным магазином, патроном в патроннике и включенным предохранителем. Для большинства самозарядных пистолетов такой способ удобен в основном для правшей, так как флажок предохранителя находится на левой стороне пистолета и потому пистолетом легко управлять только правой рукой.
Многие самозарядные пистолеты одинарного действия имеют так называемый предохранительный взвод. Нажатие на спусковой крючок не даст оружию выстрелить до тех пор, пока оно находится на предохранительном взводе, который также предотвращает от случайного выстрела при падении оружия.
Основным преимуществом такого режима было отсутствие щелчка при взводе затвора. Вторым преимуществом было предотвращение случайного выстрела при падении оружия. Отношение к предохранительному взводу начало пересматриваться в 1970-х, когда Colt, а затем и другие производители опробовали иную систему — в новых пистолетах при нажатии на спусковой крючок ударник стал сниматься со взвода. В любом случае, самозарядные пистолеты нежелательно носить с выключенным предохранителем.
Существуют различные конструкции самозарядных пистолетов, в том числе с подзарядкой магазина съемными обоймами и с несъемными магазинами. Обычно такие конструкции сейчас не используются. Пистолет Mauser C96 имел несъемный магазин, расположенный спереди спускового крючка, который можно было зарядить только сверху при открытом затворе с помощью съемной обоймы.

## Терминология
Названия автоматическое, полуавтоматическое, самозарядное оружие нередко вызывают путаницу в разных странах. Например, в России и Украине термин «автоматический пистолет» технически относится к самострельным пистолетам, то есть к пистолетам, которые могут вести огонь очередями при однократном нажатии на спусковой крючок, а в США он используется как синоним самозарядных (полуавтоматических) пистолетов. Термин «пистолет» обычно применяется к короткоствольному оружию в целом — для того, чтобы отличать самозарядные пистолеты от револьверов и пистолетных карабинов.

## Особенности самозарядного оружия
Подавляющее большинство современных пистолетов обладает автоматикой. Но автоматика может быть двух типов. Если автоматика построена для ведения одиночного огня, то пистолет называется самозарядным, если позволяет вести непрерывный огонь — то самострельным или автоматическим. У самозарядных пистолетов автоматизирован только процесс перезаряжания и взведения ударно-спускового механизма; спуск осуществляется вручную. Большинство пистолетов на мировом рынке - самозарядные. Поэтому в современной российской терминологии самозарядные пистолеты, как правило, называются просто пистолетами, а «самострельные» пистолеты, способные вести огонь очередями, называются автоматическими пистолетами.
За рубежом употребляется другое условное обозначение этих разновидностей: самозарядное оружие называется полуавтоматическим, а самострельное — полностью автоматическим.
Для пистолетов — оружия короткоствольного, рассчитанного на применение сравнительно слабых патронов, — в большинстве случаев принят наиболее простой принцип работы автоматики — использование отдачи затвора при неподвижном стволе. Но среди военных образцов все-таки преобладают системы, работающие по принципу использования отдачи сцепленного со стволом затвора при коротком ходе ствола.
Имеются автоматические пистолеты со сцепленными затворами, работающие и по другим принципам, но они сравнительно немногочисленны.
В конструкциях пистолетов кроме различных схем работы автоматики применяется разнообразная форма деталей и их компоновка. И наоборот, на форму деталей влияет их расположение, как, например, расположение возвратной пружины — над стволом, под стволом, вокруг ствола или в рукоятке.
Патроны в магазине пистолета располагаются в два ряда - при использовании более классических, небольших патронов (например - 9x18мм ПМ или 9x19мм Parabellum), и в один ряд при использовании крупных пистолетных патронов (например - .45 ACP или .50 AE)
Для заряжания пистолета со съемным магазином нужно вставить в него снаряженный магазин и дослать патрон в патронник или сбросить затворную задержку.
Ударно-спусковые механизмы пистолетов весьма разнообразны. Развитие пистолетов вскоре после их появления характеризовалось широким распространением систем со скрытыми внутри курковыми или — особенно — ударниковыми механизмами, отличающимися простотой устройства, высокой надежностью, хорошей защищенностью от засорения извне, а главное — компактностью. Однако эти механизмы имеют и недостатки, к числу которых прежде всего следует отнести невозможность плавного спуска скрытого курка или ударника.
Предохранители на пистолетах со скрытыми ударниками или курками могут быть неавтоматическими или автоматическими. Для большей безопасности пистолеты часто снабжаются и теми, и другими предохранителями. Неавтоматические предохранители включаются обычно поворотом небольшого рычажка, запирающего ударный или спусковой механизм. Автоматические предохранители представляют собой детали, выступающие над поверхностью рукояток. Они постоянно находятся во включенном состоянии и выключаются только при правильном охвате рукоятки пистолета рукой стрелка. Случайный нажим на спусковой крючок, например в кармане, не может привести к выстрелу, так как направления движений спускового крючка и автоматического предохранителя обычно противоположны, и поэтому маловероятно, чтобы одновременно произошли два случайных нажима, противоположно направленные. На пистолетах могут быть и др предохранительные устройства, например, в виде приспособлений для плавного спуска курка, для ослабления напряжения боевой пружины, для невозможности спуска курка при вынутом магазине и др.
За последнее время преобладающее распространение получили пистолеты с курковыми механизмами и открыто расположенными курками. Эти системы оказались более удобными. Безопасность обращения с ними такая же, как и безопасность обращения с револьверами, — положение открытого курка хорошо заметно даже при беглом осмотре оружия Главное же достоинство ударных механизмов с открытыми курками заключается в том, что они допускают плавный спуск курков с боевого взвода, т е спуск без производства выстрела. Пистолет с патроном в патроннике и со спущенным курком в обращении ничуть не опаснее заряженного револьвера При этом боевая пружина находится не в напряженном состоянии, что позволяет хранить заряженный пистолет сколько угодно долго. В случае необходимости курок для первого выстрела может быть легко взведен одним движением пальца руки, которая держит оружие. Плавный спуск открыто расположенного курка равносилен включению предохранителя в бескурковых системах, а взведение курка — его выключению, поэтому курковые системы могут быть без специальных предохранительных устройств
У ряда пистолетов ударно-спусковые механизмы допускают только самовзводную стрельбу. В таких системах энергия отдачи используется лишь для экстрактирования стреляных гильз и досылания очередных патронов, для каждого же последующего выстрела требуется взведение ударного механизма с применением мускульной силы стрелка. На меткость стрельбы такое устройство, безусловно, влияет отрицательно, но оно делает ударно-спусковой механизм предельно простым, очень надежным и обеспечивает постоянную готовность к стрельбе. Эти пистолеты обычно не имеют никаких предохранителей, и обращение с ними очень походит на обращение с самовзводными револьверами со скрытыми курками.
Первоначально автоматические пистолеты конструировались исключительно как самозарядное оружие, поэтому все они имели так или иначе осуществленные устройства, отключающие во время выстрела спусковой крючок от шептала и приостанавливающие таким образом автоматическую работу ударного механизма — последний оставался взведенным, несмотря на то что на спусковой крючок все ещё давил палец стрелка. Для каждого последующего выстрела требовалось прекращение нажима на спусковой крючок (в это время он сцеплялся с шепталом), а затем новый нажим на него. Однако со временем появились пистолеты, из которых можно стрелять очередями. Это главным образом военные образцы пистолетов с магазинами повышенной ёмкости и с приставными прикладами для обеспечения большей устойчивости при стрельбе.
Так как пистолеты рассчитаны для стрельбы на минимальные расстояния, то прицельные приспособления на них обычно делаются простейшими, то есть постоянными. У большинства пистолетов военного образца в пределах доступных для действительной стрельбы расстояний крутизна траектории оказывается столь незначительной, что вполне возможно применение в них постоянных прицелов. Лишь у наиболее мощных образцов военных пистолетов прицелы передвижные, устанавливаемые для стрельбы на разные расстояния. Постоянные прицельные приспособления пистолетов состоят из мушки и целика с прорезью. На пистолетах военного образца обычно одна из этих деталей неподвижна, а другая является отдельной деталью, закрепленной на пистолете после пристрелки. Иногда на прицельные приспособления наносятся яркая краска или светящиеся составы для лучшего их видения в сумерках и других неблагоприятных условиях.
В последнее время появились лазерные целеуказатели, значительно облегчающие прицеливание и повышающие меткость стрельбы. Наводка в цель оружия, снабженного таким прицелом, осуществляется путём наведения на цель исходящего испускаемого целеуказателеи луча, то есть путём совмещения «зайчика» — светящейся точки — с целью. Это сделать значительно проще и быстрее, чем навести оружие с помощью мушки и целика. Как ни компактны целеуказатели, они все-таки увеличивают габариты оружия, и отчасти из-за этого распространение их пока невелико. На пистолетах карманного типа часто неподвижны и мушка, и целик. На так называемых жилетных пистолетах сплошь и рядом прицельные приспособления могут или вовсе отсутствовать, или же быть весьма примитивными, например, представляя собой пазик, идущий по поверхности затвора.
В наиболее мощных образцах пистолетов все время наблюдалось стремление расширить сферу их применения путём придания им таких черт, которые приближали бы эти пистолеты к лёгким карабинам или к пистолетам-пулеметам. В настоящее время существуют отдельные образцы пистолетов, имеющие удлиненные стволы, приставные приклады и более совершенные прицельные приспособления, рассчитанные для стрельбы на разные расстояния. За последнее же время появились даже такие образцы пистолетов, которые почти по всем признакам относятся к пистолетам-пулеметам и не причисляются к ним только из-за невозможности стрельбы очередями и из-за отсутствия приклада. Такого типа оружие получило название штурмовых пистолетов.